# Carcoforo
Carcoforo là một đô thị ở tỉnh Vercelli trong vùng Piedmont thuộc Ý, có cự ly khoảng 100 km về phía đông bắc của Torino và khoảng 70 km về phía tây bắc của Vercelli. Tại thời điểm ngày 31 tháng 12 năm 2004, đô thị này có dân số 78 người và diện tích là 22,8 km².
Carcoforo giáp các đô thị: Bannio Anzino, Ceppo Morelli, Fobello, Macugnaga, Rima San Giuseppe, và Rimasco.